# Futari (canción)
«Futari» es el decimotercer sencillo de la banda japonesa Ikimono Gakari, lanzado el 27 de mayo de 2009, para formar parte de su cuarto álbum Hajimari No Uta. 

## Canciones
1. Futari (ふたり) "Ambos" [6:17]
Letras/Composición: Mizuno Yoshiki
2. Bluebird -2009 LIVE ver. [3:45]
Letras/Composición: Mizuno Yoshiki
3. Kokoro no Hana wo Sakaseyou -2009 LIVE ver. [5:01]
Letras/Composición: Yamashita Hotaka
4. Futari -instrumental- [6:12]
- Datos: Q5973561